# Gregory B. Waldis
Gregory Brian Waldis (Los Angeles, 27 december 1967) is een Zwitserse acteur. Hij vergaarde vooral bekendheid als Alexander Saalfeld in de Duitse televisieserie Sturm der Liebe.

## Filmografie

### Series
- 1995–1996: Unter uns
- 1996: Jede Menge Leben
- 1996–2003: Verbotene Liebe
- 1997: Geliebte Schwestern
- 2001–2012: SOKO München (4 afl.)
- 2002–2004: Hinter Gittern – Der Frauenknast
- 2003: Die Wache (1 afl.)
- 2004: SOKO Köln (1 afl.)
- 2005–2007, 2012, 2014, 2018: Sturm der Liebe
- 2008: Utta Danella – Wenn Träume fliegen
- 2008: Tag und Nacht (8 afl.)
- 2009–2014: Die Rosenheim-Cops (2 afl.)
- 2013: Der Staatsanwalt (1 afl.)
- 2013: Tierärztin Dr. Mertens (12 afl.)
- 2015: Der Bestatter (1 afl.)
- 2015: Wilsberg: Bauch, Beine, Po
- 2015–2016: Rote Rosen
- 2024: Blutige Anfänger (1 afl.)

### Films
- 1997: Das erste Semester
- 1999: Mueller X (kortfilm)
- 2001: Lammbock – Alles in Handarbeit
- 2001: Streit (kortfilm)
- 2002: Das Klassentreffen
- 2002: Solanine (kortfilm)
- 2002: Do It Like Michael Caine (kortfilm)
- 2003: Der Poet (kortfilm)
- 2004: Warte bis der Arzt kommt (kortfilm)
- 2006: Final Contract: Death on Delivery
- 2010: Impasse du desir
- 2011: Mein großer linker Zeh
- 2011: Parallel (kortfilm)
- 2014: Jäger und Gejagte (kortfilm)
- 2015: Train Station
- 2017: Bad Sheriff
- 2018: Ein Sommer auf Mallorca
- 2018: 8 Remains
- 2022: Geschlossene Gesellschaft